# Olympische Winterspiele 2022/Teilnehmer (Usbekistan)
| Gelbes Symbol für Goldmedaillen mit stilisierten Olympischen Ringen | Graues Symbol für Silbermedaillen mit stilisierten Olympischen Ringen | Braundes Symbol für Bronzemedaillen mit stilisierten Olympischen Ringen |
| ------------------------------------------------------------------- | --------------------------------------------------------------------- | ----------------------------------------------------------------------- |
| —                                                                   | —                                                                     | —                                                                       |

Usbekistan nahm an den Olympischen Winterspielen 2022 in Peking teil. Es war die neunte Teilnahme des Landes an Olympischen Winterspielen. Als einziger Starter wurde der Skirennläufer Komiljon Toʻxtayev nominiert.

## Teilnehmer nach Sportarten

### Ski Alpin
| Athleten           | Wettbewerbe  | 1. Lauf     | 1. Lauf | 2. Lauf       | 2. Lauf       | Gesamt        | Gesamt        |
| Athleten           | Wettbewerbe  | Zeit        | Rang    | Zeit          | Rang          | Zeit          | Rang          |
| ------------------ | ------------ | ----------- | ------- | ------------- | ------------- | ------------- | ------------- |
| Männer             |              |             |         |               |               |               |               |
| Komiljon Toʻxtayev | Riesenslalom | 1:12,77 min | 35      | 1:14,72 min   | 27            | 2:27,49 min   | 29            |
| Komiljon Toʻxtayev | Slalom       | DSQ         | DSQ     | ausgeschieden | ausgeschieden | ausgeschieden | ausgeschieden |